# 田辺明生
田辺 明生（たなべ あきお、1964年 - ）は、日本の文化人類学者・インド史学者、東京大学大学院総合文化研究科教授。

## 経歴
岡山県出身。岡山県立岡山一宮高等学校卒、1988年東京大学法学部卒、1990年東京大学大学院総合文化研究科文化人類学中退、2006年「日常実践における倫理の文化政治学 インド・オリッサにおけるカースト、地域社会、ヴァナキュラー・デモクラシー」で学術博士。1993年東京外国語大学アジア・アフリカ言語文化研究所助手、1998年京都大学大学院アジア・アフリカ地域研究研究科助教授、2004年京都大学人文科学研究所助教授、07年准教授、09年教授。2015年東京大学大学院総合文化研究科教授。

## 著書
- 『カーストと平等性 インド社会の歴史人類学』東京大学出版会 2010

### 共編著
- Gender and Modernity : Perspectives from Asia and the Pacific 速水洋子、常田・田辺夕美子共編 京都大学学術出版会 2003.
- Dislocating Nation-States : Globalization in Asia and Africa Patricio N. Abinales, 石川登共編 京都大学学術出版会 2005.
- 『地球圏・生命圏・人間圏 持続的な生存基盤を求めて』杉原薫、川井秀一、河野泰之共編著 京都大学学術出版会 2010
- 『南アジア社会を学ぶ人のために』田中雅一共編 世界思想社 2010
- 『講座生存基盤論 第1巻 歴史のなかの熱帯生存圏 温帯パラダイムを超えて』杉原薫,脇村孝平,藤田幸一共編 京都大学学術出版会 2012
- Democratic Transformation and the Vernacular Public Arena in India. Taberez Ahmed Neyazi, 石坂晋哉共編 Routledge 2014
- 『現代インド 1 多様性社会の挑戦』杉原薫,脇村孝平共編 東京大学出版会 2015

翻訳
- パルタ・チャタジー『統治される人びとのデモクラシー サバルタンによる民衆政治についての省察』新部亨子共訳 世界思想社 2015

## 論文
- >田辺明生